# Петропавловск (большой противолодочный корабль)
Петропавловск — большой противолодочный корабль проекта 1134Б.

## Строительство
Строительство корабля началось 9 сентября 1973 года на судостроительном заводе имени 61 коммунара в Николаеве.
22 ноября 1974 года корабль был спущен на воду, 29 декабря 1976 года вступил в строй. 5 февраля 1977 года включён в состав Краснознамённого Тихоокеанского флота.

## Служба
С 24 февраля 1979 года по 3 июля 1979 года в составе отряда кораблей ВМФ СССР: ТАКР «Минск» — тяжёлый авианесущий крейсер проекта 1143.2, БПК «Ташкент» — большой противолодочный корабль проекта 1134Б совершил переход из Севастополя вокруг Африки во Владивосток, с выполнением задач боевой службы и деловыми заходами в Луанду (порт. Luanda) — столицу Анголы, Мапуту (порт. Maputo) — столицу Мозамбика и Порт Луи (фр. Port-Louis) — столицу Маврикия.
В 1980 году экипаж корабля награждён вымпелом Министра обороны СССР «За мужество и воинскую доблесть, проявленные в морских походах при несении боевой службы». На корабле располагался штаб операции по подъёму обломков южнокорейского «Боинга», сбитого в 1 сентября 1983 года неподалёку от острова Монерон.
В июне 1994 года выведен из боевого состава флота. 30 августа того же года был переведён в состав 44-й бригады противолодочных кораблей, сформированной на основе 48 ДиПК и 201 бригады противолодочных кораблей 10 ОПЭСК Краснознамённого Тихоокеанского флота, с базированием в бухте Золотой Рог. В 1996 году корабль был разоружён, 26 мая 1997 года выведен из ВМФ, в июне того же года отправлен на буксире в Индию для разделки на металл.

## Командиры
Известные командиры корабля:
- капитан 2 ранга А. А. Колесников
- капитан 2 ранга А. Е. Лысенко
- капитан 3 ранга А. С. Кузьмин
- капитан 2 ранга А. М. Клименок
- капитан 2 ранга В.В Онофрийчук
- капитан 1 ранга С. Л. Блюмин
- капитан 2 ранга В. Чепарский
- капитан 2 ранга Е. В. Яковлев

## Модернизация
На корабле был смонтирован ангар под вертолет Ка-27. 2 ПУ РБУ-1000 сняты. В процессе модернизации ПЛРК «Метель» заменен на ПЛРК «Раструб-Б».